# Frank País, Cuba
Frank País là một đô thị ở tỉnh Holguín của Cuba. Trung tâm hành chính đô thị này nằm ở thị xã Cayo Mambí.
Đô thị được đặt tên theo nhà cách mạng Frank País.

## Thông tin nhân khẩu
Năm 2004, đô thị Frank País có dân số 25.621 người. Diện tích là 510 km² (196,9 mi²), với mật độ dân số là 50,2người/km² (130người/sq mi).